# Stanisław Jaśkowski
Stanislaw Jaśkowski, né le 22 avril 1906 à Varsovie, mort le 16 novembre 1965 à Varsovie, est un logicien polonais. Il a fait des contributions majeures à la logique symbolique.

## Biographie
Étudiant de Jan Łukasiewicz, un des fondateurs de l’école de Lvov-Varsovie, Jaśkowski a  élaboré en 1934 un système de logique qui reflète les techniques de raisonnement des mathématiciens, une approche radicalement différente des systèmes axiomatiques en vogue à l’époque. Coïncidence intellectuelle remarquable, un logicien allemand de l’école de Hilbert, Gerhard Gentzen publie un système comparable de manière complètement indépendante et pour des motifs tout autres en 1934. Ces systèmes sont devenus des outils standards en théorie de la preuve et dans l’enseignement de la logique.
Jaśkowski surprend ensuite la communauté des logiciens en démontrant qu’aucune table de vérité finie ne peut fournir une sémantique adéquate pour la logique intuitionniste. Ce résultat remarquable souligne de manière fracassante les différences fondamentales entre la logique classique et la logique intuitionniste.
Son audace et son originalité se manifestent particulièrement par son introduction de ce qu’on appelle aujourd’hui les logiques paracohérentes (ou paraconsistantes). À l’époque, Jaśkowski dénomma ses systèmes des logiques tolérantes aux incohérences. En effet, la logique classique satisfait ce qu’on appelle le principe d’explosion : selon ce principe, si une théorie contient une contradiction, alors il est possible de démontrer absolument n’importe quelle affirmation. Les logiques tolérantes aux contradictions ne satisfont pas ce principe. Il est donc possible d’avoir des théories incohérentes qui ne sont pas triviales. Plusieurs logiciens et philosophes des sciences sont persuadés que cette logique est plus fidèle à l’histoire des sciences que la logique classique.
Jaśkowski a été le recteur de l’université Nicolas-Copernic de la ville de Toruń et s’est éteint à Varsovie en 1965.